# Jerzy Wróbel (fizyk)
Jerzy Mikołaj Wróbel – polski fizyk, profesor nauk fizycznych, profesor w Instytucie Fizyki Polskiej Akademii Nauk, specjalność naukowa: fizyka półprzewodników.

## Życiorys
W 1978 ukończył na Politechnice Warszawskiej studia na kierunku fizyka techniczna. W 1988 w Instytucie Fizyki Polskiej Akademii Nauk uzyskał stopień naukowy doktora nauk fizycznych w dyscyplinie fizyka. Tam też na podstawie dorobku naukowego oraz monografii pt. Nieporządek i oddziaływania w drutach kwantowych otrzymał w 2005 stopień doktora habilitowanego nauk fizycznych (dyscyplina: fizyka, specjalność: fizyka ciała stałego). W 2015 prezydent RP Bronisław Komorowski nadał mu tytuł naukowy profesora nauk fizycznych.
Został profesorem w Instytucie Fizyki Polskiej Akademii Nauk. Był profesorem nadzwyczajnym w Uniwersytecie Rzeszowskim w Wydziale Matematyczno-Przyrodniczym w Centrum Dydaktyczno-Naukowym Mikroelektroniki i Nanotechnologii.